# ۱۱ نوامبر
۱۱ نوامبر در تقویم گرگوری، سیصد و پانزدهمین (در سال‌های کبیسه سیصد و شانزدهمین) روز سال است. ۵۰ روز تا پایان سال باقی است.

## رویدادها
- ۱۹۱۸ - ایالت واشینگتن به عنوان چهل و دومین ایالت به ایالات متحده پیوست.
- ۱۹۱۸ - با بسته شدن معاهده آتش‌بس و تسلیم آلمان در مقابل متفقین جنگ جهانی اول رسماً راس ساعت ۱۱ صبح به پایان رسید. (۱۱:۰۰ ۱۱/۱۱/۱۸) هر ساله این واقعه با دو دقیقه سکوت گرامی داشته می‌شود. (در حقیقت این جنگ با بسته شدن معاهده ورسای در ۲۸ ژوئن سال بعد به پایان خود رسید)
- ۱۹۴۲ - ارتش آلمان نازی به‌طور کامل فرانسه را اشغال کرد.
- ۱۹۶۲ - مجلس ملی کویت قانون اساسی این کشور را تصویب کرد.
- ۱۹۶۶ - فضاپیمای جمینای ۱۲ با دو سرنشین توسط ناسا به فضا پرتاب شد.
- ۱۹۷۵ - آنگولا از استعمار پرتغال به استقلال رسید.
- ۱۹۸۱ - آنتیگوا و باربودا به سازمان ملل متحد پیوست.
- ۲۰۰۴ - سازمان آزادی بخش فلسطین (ساف) مرگ یاسر عرفات رهبر پیشین خود را با علت نامعلوم تأیید و محمود عباس را به عنوان رئیس جدید خود انتخاب کرد.
- ۲۰۱۱ - شرکت بازی‌سازی بتزدا بازی اسکاریم پنجمین نسخه از سری بازی‌های الدر اسکورولز را منتشر کرد.
- ۲۰ - در اثر زلزله‌ای به بزرگی ۶٫۸ در مقیاس ریشتر در شمال برمه ۲۶ نفر به کام مرگ کشیده شدند.

## مناسبت‌ها
- روز مجردها در کشور چین
- روز جمهوری در کشور مالدیو
- روز کودک در کشور کرواسی

## زادروزها
- ۱۹۲۸ – کارلوس فوئنتس، نویسنده مکزیکی
- ۱۹۷۴ - لئوناردو ویلهلم دی‌کاپریو بازیگر آمریکایی
- ۱۸۲۱ - فیودور داستایفسکی نویسنده بزرگ روس

## مرگ‌ها
- ۱۸۸۷ - آگوست اسپایز، فعال کارگری آنارشیست